# Zeppelinobservatoriet

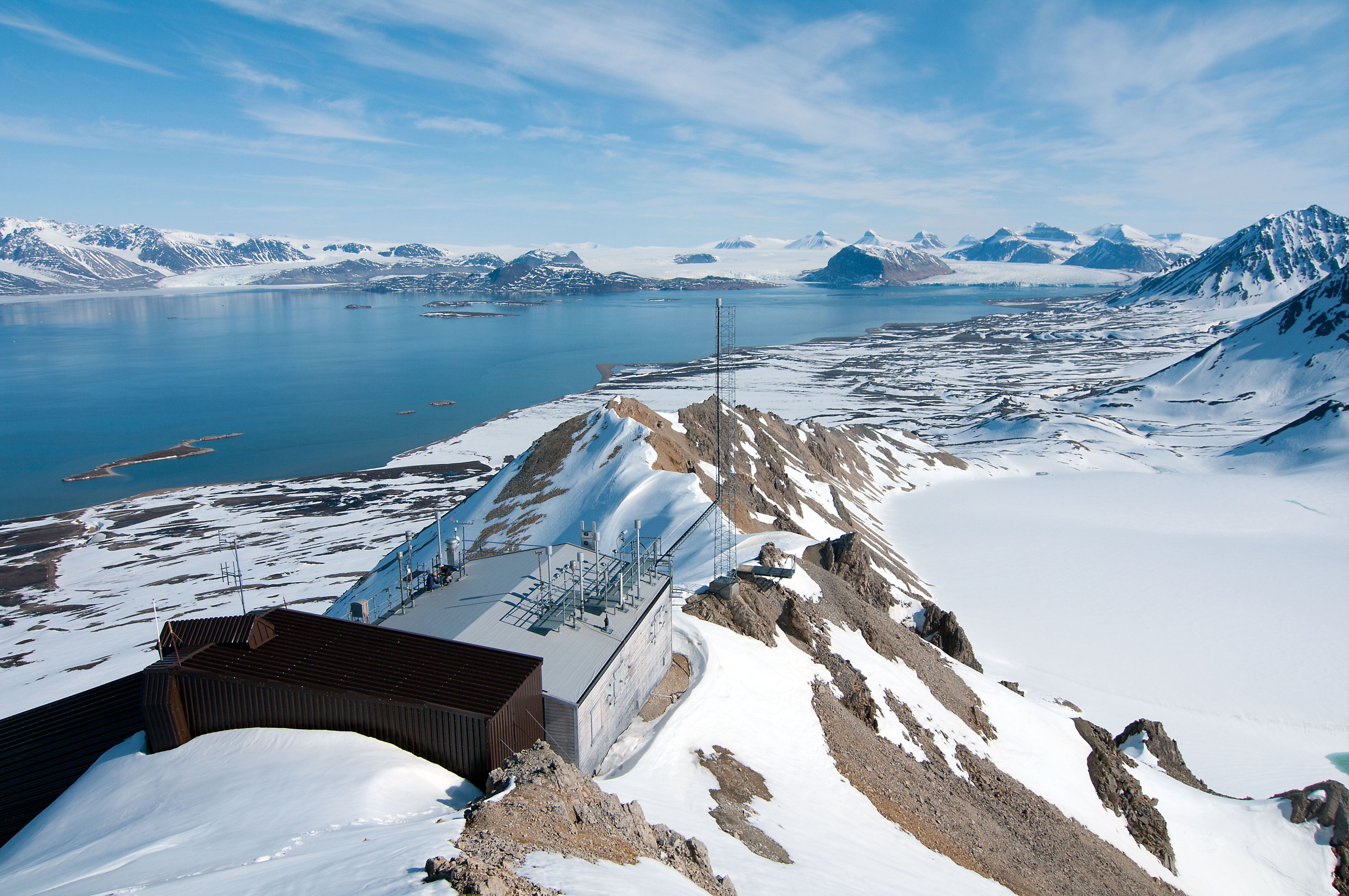
Zeppelinobservatoriet

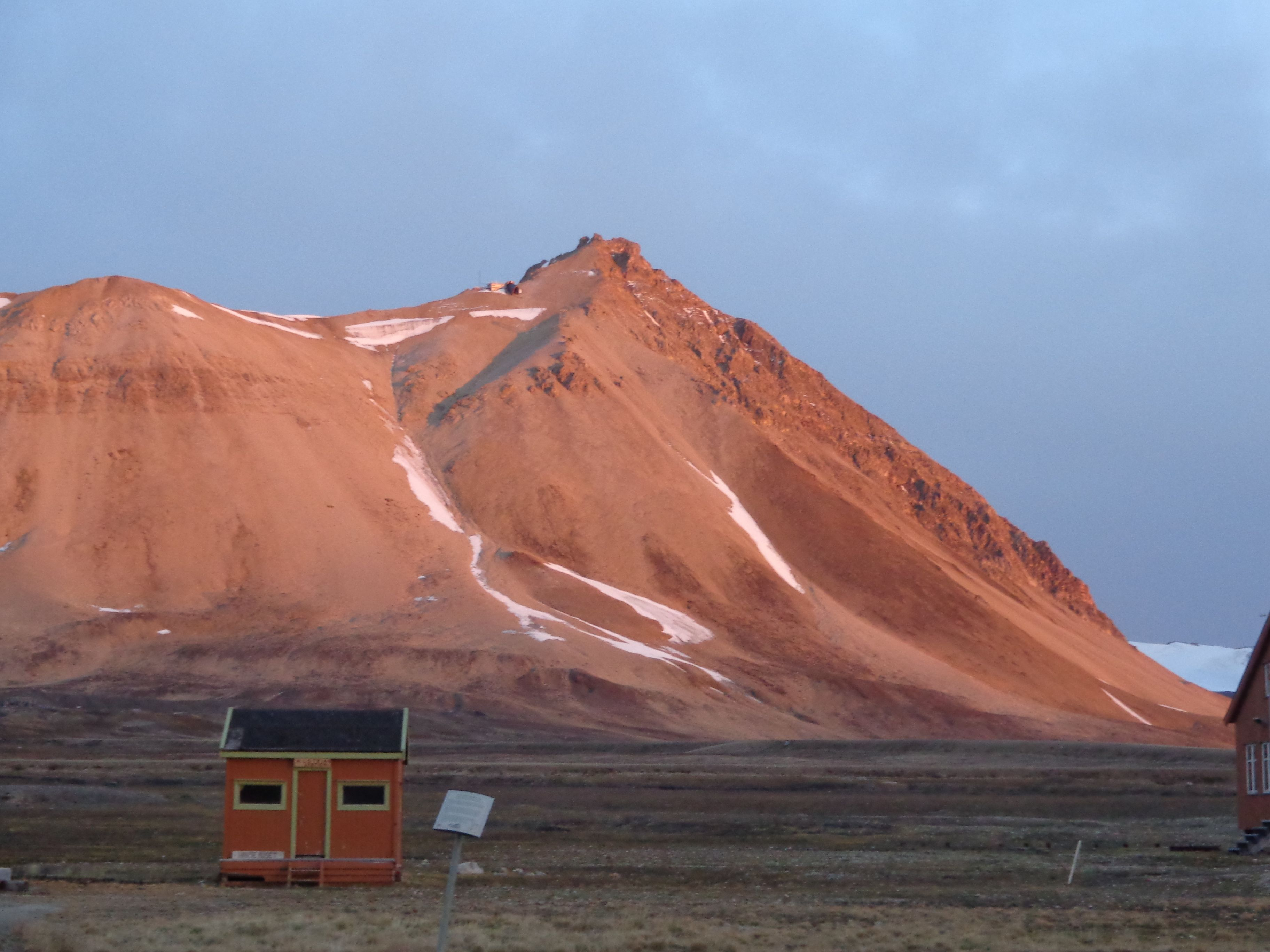
Zeppelinobservatoriet, nära toppen av Zeppelinfjellet med Ny-Ålesund nedanför

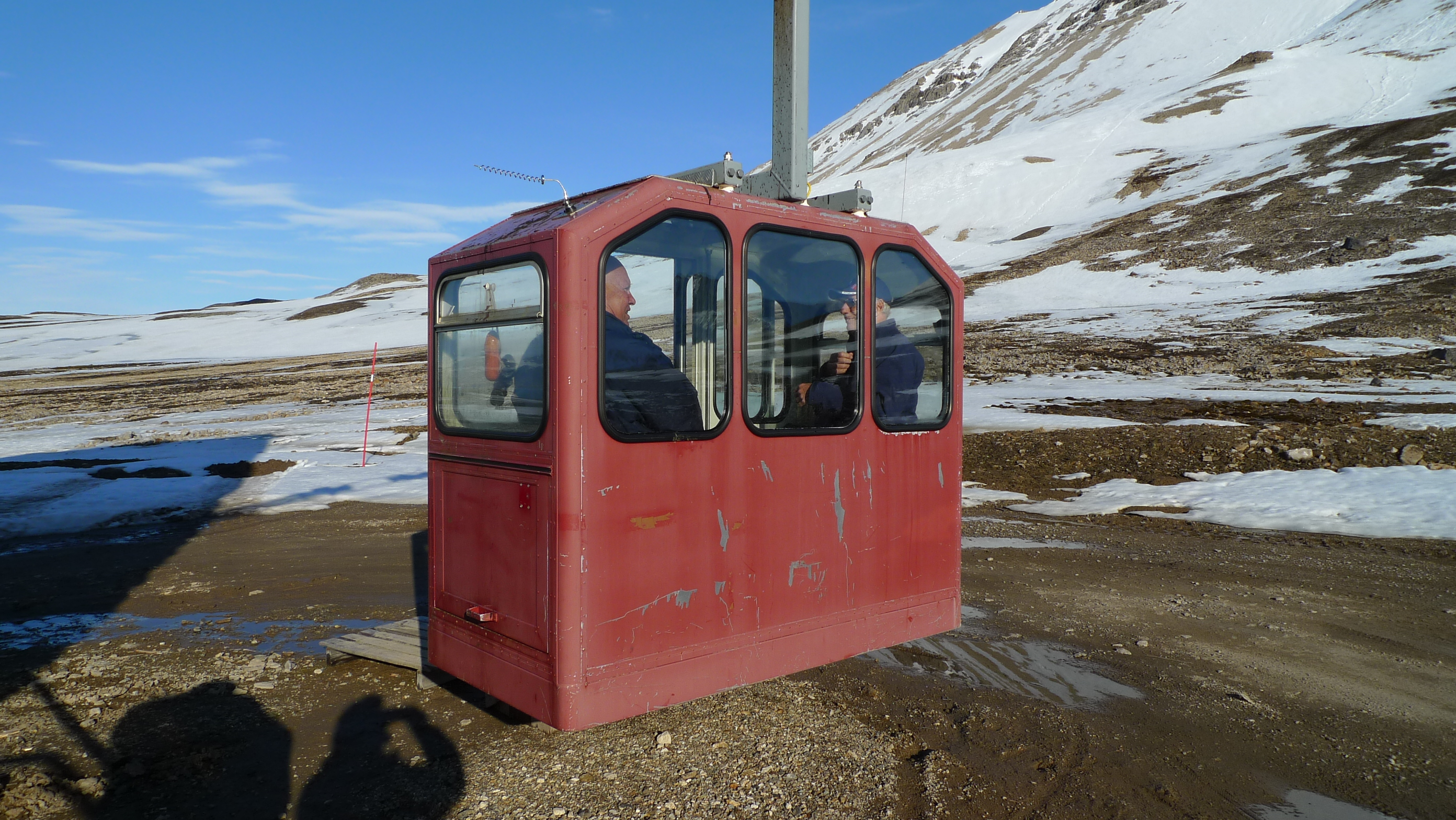
Linbanan till observatoriet

Zeppelinobservatoriet är en norsk forskningsstation som ligger på Zeppelinfjellet, nära toppen och 474 meter över havet, vid Ny-Ålesund på västra kusten av Spetsbergen i Svalbard. Forskningsstationen ägs och drivs av Norsk Polarinstitutt, medan Norsk institutt for luftforskning har det vetenskapliga ansvaret för dess arbete. Den tekniska driften av stationen finansieras av Klima- og miljødepartementet.
Mätstationen på Zeppelinfjellet byggdes 1988–1989 och invigdes 1990. Efter tio års användning stod det klart att byggnaden inte längre dög för att hysa och sköta de avancerade mätinstrumenten. Den ursprungliga byggnaden revs andra halvåret 1999 och en ny uppfördes på samma ställe med finansiering av Klima- og miljødepartementet och Knut och Alice Wallenbergs stiftelse. Den nya stationsbyggnaden invigdes den 2 maj 2000. 

## Forskning
Zeppelinobservatoriet ingår i en liten grupp av atmosfärmätstationer. Andra sådana finns på Mauna Loa på Hawaii, Sydpolen, Point Barrow i Alaska, Mace Head i Irland, Samoa, Cape Grim på Tasmanien och Zugspitze/Jungfraujoch i Alperna.
Observatoriet är en av världens mest nordligt belägna forskningsstationer. Det är en del av den omfattande infrastrukturen för arktisforskning i Ny-Ålesund. Zeppelinobservatoriet övervakar bland annat den globala atmosfärmiljön med kartläggning av förändringar i klimat, UV–strålning och ozonhalter i stratosfären.

## Linbana
Observatoriet nås med världens nordligaste linbana från Ny-Ålesund, som byggdes 1989. Gondolen tar högst fyra personer. Linbanefärden tar 13 minuter.